# Armadillidium verhoeffi
Armadillidium verhoeffi is een pissebed uit de familie Armadillidiidae. De wetenschappelijke naam van de soort is voor het eerst geldig gepubliceerd in 1916 door Rogenhofer.